# Ruprechtia apetala
Ruprechtia apetala Wedd. – gatunek rośliny z rodziny rdestowatych (Polygonaceae Juss.). Występuje naturalnie w Peru, Boliwii, północnej części Argentyny oraz Brazylii (w stanach Bahia, Pernambuco, Rio Grande do Norte, Mato Grosso oraz Minas Gerais). 

## Morfologia
PokrójWiecznie zielone drzewo.
LiścieMają kształt od owalnego do podłużnie owalnego. Mierzą 2,5–6,5 cm długości. Blaszka liściowa jest całobrzega, o nasadzie od rozwartej do niemal ostrokątnej i spiczastym lub ostrym wierzchołku.